# 埃普勒托
埃普勒托（法語：Épretot，法語發音：[epʁəto]）是法国滨海塞纳省的一个市镇，属于勒阿弗尔区。

## 地理
埃普勒托（49°32'25"N, 0°18'52"E）面积6.84 平方千米，位于法国诺曼底大区滨海塞纳省，该省份为法国北部沿海省份，其西部及北部濒大西洋英吉利海峡，东起顺时针与索姆省、瓦兹省、厄尔省和卡爾瓦多斯省接壤。
与埃普勒托接壤的市镇（或旧市镇、城区）包括：埃坦于、戈梅维尔、赛讷维尔、圣欧班-鲁托、圣洛朗德布雷沃当、圣罗曼-德科尔博斯克。

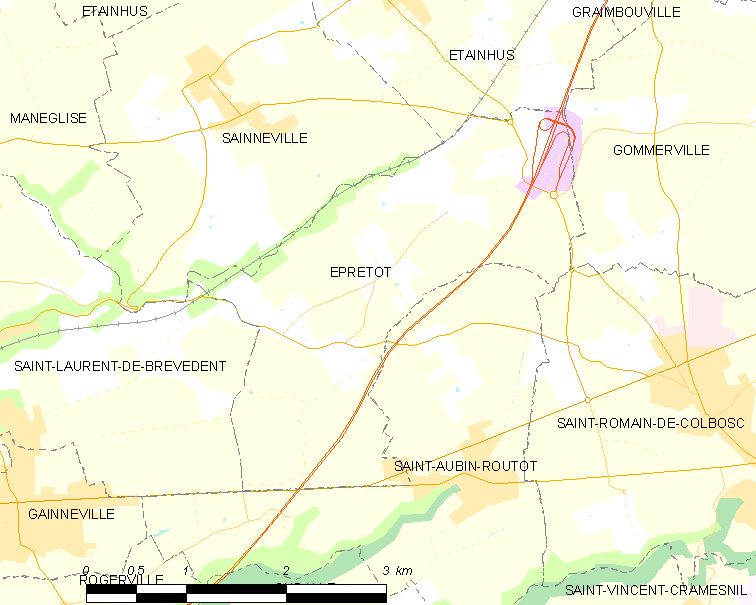
埃普勒托的OSM定位图

埃普勒托的时区为UTC+01:00、UTC+02:00（夏令时）。

## 行政
埃普勒托的邮政编码为76430，INSEE市镇编码为76239。

## 政治
埃普勒托所属的省级选区为圣罗曼-德科尔博斯克县。

## 人口

1962-2008年间埃普勒托人口变化图示

埃普勒托于2022年1月1日时的人口数量为783人。